# Фома Гордеев (фильм)
«Фома Гордеев» — художественный фильм режиссёра Марка Донского. Снят в 1959 году по мотивам одноимённого романа Максима Горького.

## Сюжет
У богатого волжского купца Игната Гордеева родился сын — наследник Фома. Радость омрачена смертью жены, не перенёсшей родов. Фому отдают на воспитание в семью крёстного Якова Маякина.
Через шесть лет отец забирает сына домой и старается воспитать его на свой лад — жёстким и цепким человеком, хозяином жизни. В школе Фома подружился с Колей Ежовым, мальчиком из бедной семьи, первым учеником в классе, и Африканом Смолиным, отпрыском владельца кожевенной фабрики.
С малых лет Фома не может найти себя в той жизни, которой живут его близкие и он сам. После очередного кутежа умирает отец. Молодой человек становится владельцем большого состояния, но и оно не приносит ему радости и спокойствия. Свою неудовлетворённость он разменивает на разгул. Видя, сколько вокруг несправедливости, Фома идёт на жестокий, но бессмысленный конфликт с людьми своего круга.
Маякин добивается признания его недееспособным, и в короткий срок безвольный Гордеев оказывается на самом дне жизни. Опустившимся бродягой он стоит в очереди за похлёбкой в доме призрения, построенном на деньги его отца.

## В ролях
- Георгий Епифанцев — Фома Игнатьевич Гордеев
- Сергей Лукьянов — Игнат Матвеевич Гордеев
- Павел Тарасов — Яков Тарасович Маякин
- Алла Лабецкая — Любовь Яковлевна Маякина, его дочь
- Марианна Стриженова — Саша (Александра Савельевна), содержанка Фомы
- Мария Милкова — Софья Павловна Медынская
- Игорь Сретенский — Николай Иванович Ежов
- Геннадий Сергеев — Африкан Дмитриевич Смолин
- Леонид Глущенко — Павел Краснощёков
- Исай Гуров — Ухтищев
- Борис Ситко — Князев
- Борис Андреев — Иван Николаевич Званцев
- Александр Жуков — Зобов
- Александр Карпов — Луп
- Анатолий Соловьёв — Кононов
- Александр Баранов — Ефим, капитан
- Сергей Троицкий — городской голова
- Константин Немоляев — Игоша, юродивый
- Любовь Соколова — Наталья Фоминична Гордеева, мать Фомы
- Аркадий Цинман — Медынский
- Анатолий Гаричев — русый парень

## Съёмочная группа
- Сценарист: Марк Донской
- Режиссёр: Марк Донской
- Оператор: Маргарита Пилихина
- Композитор: Лев Шварц
- Художник: Пётр Пашкевич